# Arbanitis beaury
Espèce
Arbanitis beaury est une espèce d'araignées mygalomorphes de la famille des Idiopidae.

## Distribution
Cette espèce est endémique de Nouvelle-Galles du Sud en Australie. Elle se rencontre dans les forêts d'État de Beaury, de Boonoo et de Boorook.

## Étymologie
Son nom d'espèce lui a été donné en référence au lieu de sa découverte, la forêt d'État de Beaury.

## Publication originale
- Raven & Wishart, 2006 : The trapdoor spider Arbanitis L. Koch (Idiopidae: Mygalomorphae) in Australia. Memoirs of the Queensland Museum, vol. 51, no 2, p. 531-557 (texte intégral).